# Estación de Pipera

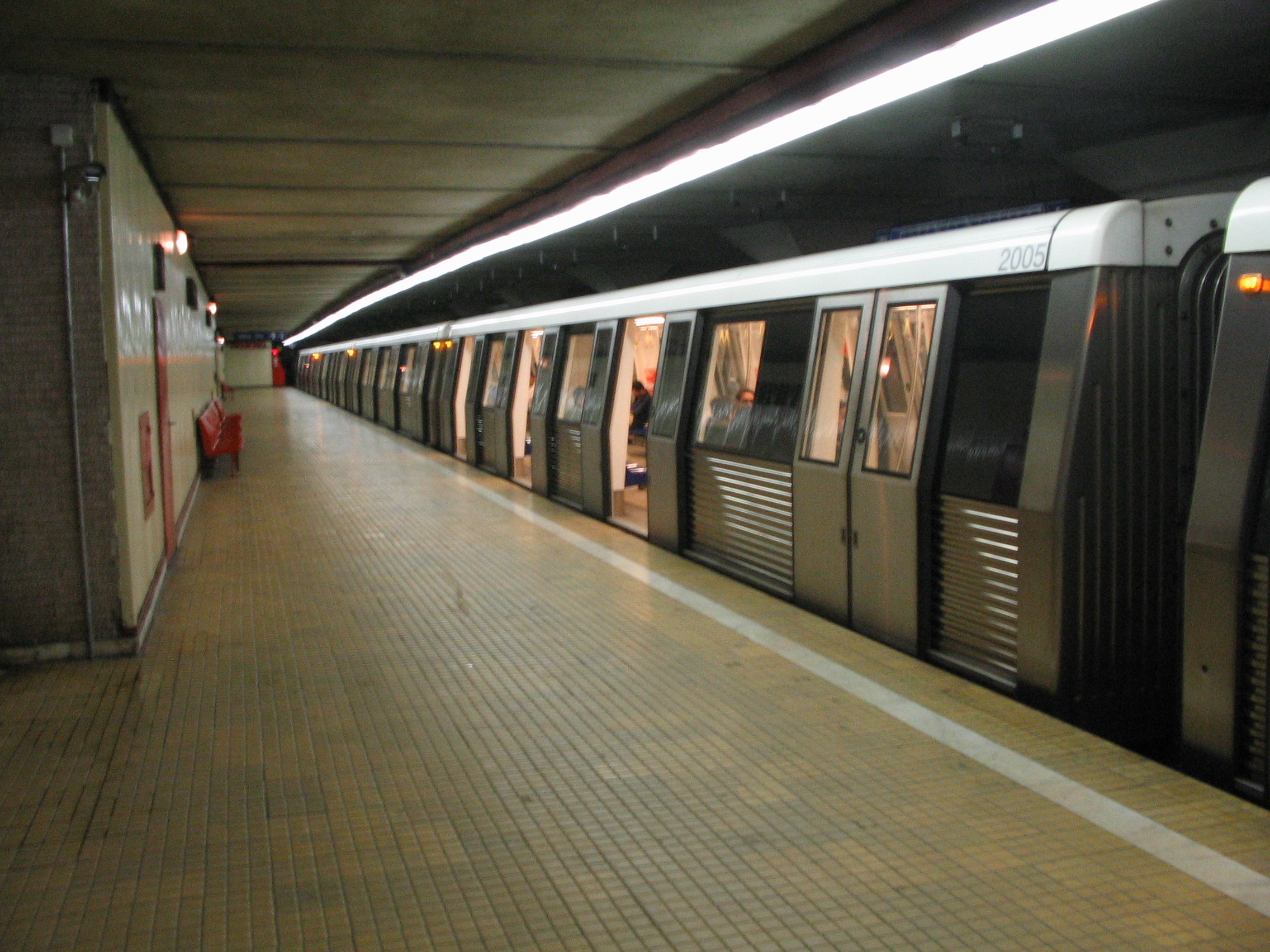
Estación de Pipera.

Pipera es una estación de la Línea M2 del Metro de Bucarest. La parada se halla en el Sector 1 de la ciudad de Bucarest. Se trata de la estación más al norte de la Línea M2, siendo la primera/última de dicha sucesión de estaciones.
La línea M2 se inauguró en enero de 1986, con 8 estaciones. En 1987, durante el mes de octubre, se produjo la primera ampliación de dicha línea hacia el norte, y en el marco de dichas obras surge la Estación de Pipera.
- Datos: Q3182244
- Multimedia: Pipera Station, Bucharest Metro / Q3182244